# 買權
，又被稱為看涨期权，是選擇權的一種。

## 買方與賣方
在選擇權市場中，買權與賣權都會分別產生買方與賣方。以買權而言，可分为買進買權（buy a call option）和賣出買權（sell a call option)。
買權的買方有權在到期日或之前以約定價格（履約價）購買標的資產（如特定大宗物資或金融商品）的權利，但非義務。買進買權將賦予交易人在市場價格漲幅越大時獲取越多的利潤。
相對的，買權的賣方若在選擇權到期時被買方執行，賣方將有義務以履約價將商品或金融工具賣給買方。不過相對的，在一開始交易的時候，買方即為此權利支付一筆費用（即權利金）。因此，若買方在選擇權到期時不執行，賣方將獲得所有權利金的收入。